# Tunari
Tunari è un comune della Romania di 3 746 abitanti, ubicato nel distretto di Ilfov, nella regione storica della Muntenia. 
Il comune è formato dall'unione di 2 villaggi: Dimieni e Tunari.